# 麦氏镰猛蚁
麦氏镰猛蚁（学名：Harpegnathos macgregori ）是惠勒（Wheeler）和查普曼（Chapman）于1925年描述的的一种镰猛蚁，属于猛蚁一类。无任何亚种。

## 描述
工蚁体长20mm：颚比头长，連接于头部的側角，有两排小齿朝向颚底部；觸角呈丝狀，延伸至头顶1/5长度；鞭节长于宽。
胸部呈现圓柱體；前胸背板與中胸背板之间有一條縫隙；中并胸腹节縫不存在；并胸腹节斜面斜降，相对較短；腹柄节长度相當於高度两倍，后部比前部更高；第一腹节占整个腹部长度的1/3。
体色为黑色，全身遍佈稀疏的淡灰色毛发。體表粗糙，光澤感不强，具縱向刻紋；腹部具细斑點刻紋及粗毛。颚、足部、觸角及第一和二腹节为黄色。

## 分布
该物種分布于婆羅洲及菲律賓。 模式产地在菲律賓。